# Okręgowe rozgrywki w piłce nożnej woj. wileńskiego (1934)

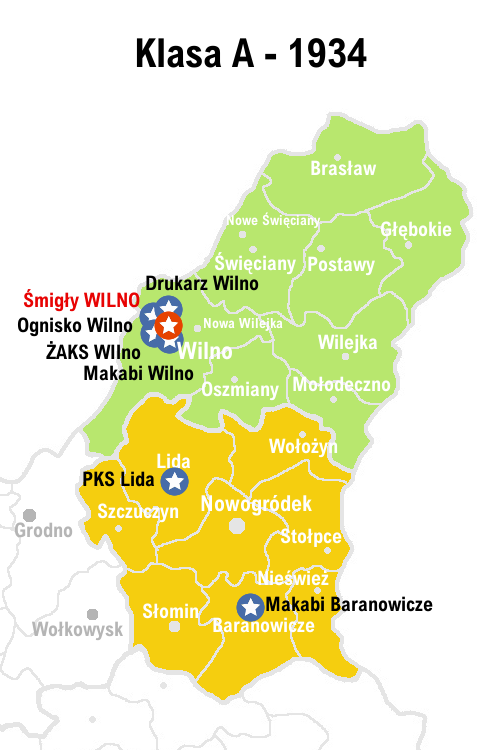
Kluby uczestniczące w Wileńskiej Klasie A w 1934 roku

12. Okręgowe rozgrywki w piłce nożnej województwa wileńskiego prowadzone są przez Wileński Okręgowy Związek Piłki Nożnej.
Podokręg Baranowicki

Drużyny z województwa nowogródzkiego występują w rozgrywkach tzw. prowincjonalnej klasie A i B.
Mistrzostwo Okręgu Wileńskiego zdobył Śmigły Wilno.
| Rozgrywki | Poziomy rozgrywkowe w sezonie 1934 | Poziomy rozgrywkowe w sezonie 1934  | Poziomy rozgrywkowe w sezonie 1934  | Poziomy rozgrywkowe w sezonie 1934  | Poziomy rozgrywkowe w sezonie 1934  |
| --------- | ---------------------------------- | ----------------------------------- | ----------------------------------- | ----------------------------------- | ----------------------------------- |
| Centralne | I poziom ligowy                    | Liga                                | Liga                                | Liga                                | Liga                                |
| Okręgowe  | II poziom ligowy                   | Klasa A                             | Klasa A                             | Klasa A                             | Klasa A                             |
| Okręgowe  | III poziom ligowy                  | Klasa B gr. (Wileńska)              | Klasa B gr. (Baranowicka)           | Klasa B gr. (Nowogródzka)           | Klasa B gr. (Nowogródzka)           |
| Okręgowe  | IV poziom ligowy                   | Klasa C Nie było rozgrywek klasy C. | Klasa C Nie było rozgrywek klasy C. | Klasa C Nie było rozgrywek klasy C. | Klasa C Nie było rozgrywek klasy C. |

## Rozgrywki ogólnopolskie
WKS Śmigły wystąpił w eliminacjach do Ligi, zwyciężając IV grupę, następnie poległ w półfinale z zespołem Legii Poznań.

## Klasa A – II poziom rozgrywkowy
| Poz. | Drużyna            | M  | Z  | R | P  | Bramki | Punkty | Opis                         |
| ---- | ------------------ | -- | -- | - | -- | ------ | ------ | ---------------------------- |
| 1    | Śmigły Wilno       | 12 | 11 | 0 | 1  | 68-9   | 22     | Przegrane elim. do ligi      |
| 2    | Drukarz Wilno      | 12 | 8  | 1 | 3  | 28-18  | 17     | po sezonie fuzja z Ogniskiem |
| 3    | Ognisko Wilno      | 12 | 7  | 1 | 4  | 31-21  | 15     |                              |
| 4    | ŻAKS Wilno         | 12 | 4  | 2 | 6  | 19-41  | 10     |                              |
| 5    | Makabi Wilno       | 12 | 4  | 2 | 6  | 17-22  | 10     |                              |
| 6    | PKS Lida           | 12 | 2  | 0 | 10 | 14-46  | 4      | Przen.do kl.A Baran.         |
| 7    | Makabi Baranowicze | 12 | 2  | 0 | 10 | 10-36  | 4      | Przen.do kl.A Baran.         |

- Tabela na podstawie wyników prasowych, weryfikacja WOZPN.
- Zespoły PKS Lida i Makabi Baranowicze zostały przeniesione do kl.A podokręgu baranowickiego.
- Mecz z dn.28.07.1934, Makabi W.: Makabi B. został zweryfikowany jako obustronny walkower, po 0:3 do obu drużyn, i 0 pkt.
- Przed rozgrywkami w 1935 roku doszło do fuzji Drukarza z Ogniskiem.

Mecze:

- 1 runda
- 8.04. - Ognisko: PKS 4:0
- 7.04. - Śmigły: ŻAKS 13:0
- 7.04. - Drukarz: Makabi B. 2:1
- 14.04. – Śmigły: Makabi W. 3:2
- 15.04. – Ognisko: ŻAKS 5:0
- 15.04. – PKS: Makabi B. 6:0
- 21.04. – Śmigły: Drukarz 4:0
- 22.04. – Makabi B.: Ognisko 1:3
- 22.04. – Makabi W.: ŻAKS 1:0
- 28.04. – Śmigły: Makabi B. 3-0vo
- 29.04. – Ognisko: Makabi W. 3:0
- 5.05. – Śmigły: PKS 12:0
- 5.05. – Ognisko: Drukarz 1:0
- 6.05. – ŻAKS: Makabi B. 7:2
- 13.05. – ŻAKS: PKS 3:0vo
- 12.05. – Drukarz: Makabi W. 1:1
- 27.05. – Śmigły: Ognisko 2:1
- 27.05. – Makabi W.: Makabi B. 0:3vo
- 27.05. – PKS: Drukarz 2:3
- 9.06. – Drukarz: ŻAKS 5:0
- 9.06. – Makabi W.: PKS 7:0
- 2 runda
- 16.06. – PKS: Ognisko 3:5
- 16.06. – Drukarz: Makabi B. 3-0vo
- 17.06. – Śmigły: ŻAKS 10:1
- 23.06. – Śmigły: Makabi W. 0:2
- 23.06. – Makabi B.: PKS 3:0vo
- 24.06. – ŻAKS: Ognisko 1:1
- 29.06. – Ognisko: Makabi B. 3:0vo
- 1.07. – Makabi W.: ŻAKS 1:1
- 1.07. – Śmigły: Drukarz 7:2
- 7.07. – Śmigły: Makabi B. 3:0vo
- 7.07. – ŻAKS: PKS 3:0vo
- 7.07. – Makabi W: Ognisko 3:2
- 9.07. – Makabi W.: PKS 7:0 (zwer. 0-3vo)
- 15.07. – Drukarz: Ognisko 3:2
- 14.07. – PKS: Śmigły 0:3vo
- 14.07. – Makabi B.: ŻAKS 0:3vo
- 21.07. – Drukarz: Makabi W. 0:1 (zwer. 3:0vo)
- 22.07. – Śmigły: Ognisko 8:1
- 28.07. – Makabi W.: Makabi B. (obustronny walkower)
- 29.07. – Drukarz: PKS 3:0vo
- 5.08. – Drukarz: ŻAKS 3:0

## Klasa B – III poziom rozgrywkowy
Grupa wileńska
| Poz. | Drużyna          | M | Z | R | P | Bramki | Punkty |
| ---- | ---------------- | - | - | - | - | ------ | ------ |
| ?    | Śmigły II Wilno  | 4 | 4 | 0 | 0 | 14-4   | 8      |
| ?    | Drukarz II Wilno | 3 | 3 | 0 | 0 | 17-0   | 6      |
| ?    | Ognisko II Wilno | 2 | 1 | 0 | 1 | 7-4    | 2      |
| ?    | Makabi II Wilno  | 2 | 0 | 0 | 2 | 1-5    | 0      |
| ?    | Hapoel Wilno     | 2 | 0 | 0 | 2 | 0-12   | 0      |
| ?    | ŻAKS II Wilno    | 3 | 0 | 0 | 3 | 0-14   | 0      |

- Przed rozgrywkami w 1935 r. władze WOZPN zdecydowały zlikwidować wileńską klasę B (zwaną miejską), a jedyny klub, który mógłby teoretycznie awansować, czyli Hapoel, postanowiono przenieść do klasy A. Nie są znane dokładne powody takiej decyzji, ale najprawdopodobniej były to wysokie koszty utrzymania rozgrywek klasy, gdzie występowały same drużyny rezerw. Z informacji prasowych można wywnioskować, że Hapoel nie wywalczył awansu w normalnych rozgrywkach, niestety nie są znane wyniki i miejsca zajmowane przez kluby[1].
- RŻKS Hapoel – Robotniczy Żydowski Klub Sportowy

Mecze – znane wyniki:
- Śmigły II: Ognisko II 4:3
- Drukarz II: ŻAKS II 7:0
- Drukarz II: Hapoel 8:0
- Śmigły II: Makabi II 3:1
- Ognisko II: ŻAKS II 4:0
- Śmigły II: Hapoel 4:0
- Śmigły II: ŻAKS II 3:0vo
- Makabi II: Drukarz II 0:2

Grupa Baranowicka
| Poz. | Drużyna               | M | Z | R | P | Bramki | Punkty | Opis          |
| ---- | --------------------- | - | - | - | - | ------ | ------ | ------------- |
| 1    | Ognisko Baranowicze   |   |   |   |   |        |        | awans do kl.A |
| 2    | Makabi II Baranowicze |   |   |   |   |        |        |               |
| ?    | Makabi Słonim         |   |   |   |   |        |        |               |
| ?    | WKS 9DAK Baranowicze  |   |   |   |   |        |        |               |

- Brak wyników oraz kolejności drużyn.
- WKS 9DAK to 9 Dywizja Artylerii Konnej w Baranowiczach

Terminarz
- 29.06. – Ognisko: Makabi II
- 1.07. – Ognisko: Makabi Słonim
- 8.07. – Ognisko: WKS 9 DAK
- 14.07. – Makabi II: Makabi Słonim
- 22.07. – Makabi II: WKS 9 DAK
- 29.07. – Makabi Słonim: WKS 9 DAK

Grupa Nowogródzka
| Poz. | Drużyna               | M | Z | R | P | Bramki | Punkty |
| ---- | --------------------- | - | - | - | - | ------ | ------ |
| ?    | Strzelec (Nowogródek) |   |   |   |   |        |        |
| ?    | Hapoel (Nowogródek)   |   |   |   |   |        |        |
| ?    | Makabi Nowogródek     |   |   |   |   |        |        |
| ?    | PKS II Lida           |   |   |   |   |        |        |

- W prasie podano nazwy Strzelca i Hapoela bez miasta pochodzenia, prawdopodobnie chodzi o drużyny pochodzące z Nowogródka.
- Brak wyników oraz kolejności drużyn.

Terminarz
- 29.06. – Strzelec: Hapoel
- 1.07. – Strzelec: PKS II
- 8.07. – Strzelec: Makabi Nowogródek
- 14.07. – Hapoel – PKS II
- 22.07. – Hapoel – Makabi Nowogródek
- 29.07. – PKS II – Makabi Nowogródek